# 马塞尔·蒂希-里维罗
马塞尔·蒂希-里维罗（德語：Marcel Titsch-Rivero，1989年11月2日—）是一名德国现役足球运动员。他在2011年5月14日代表法兰克福对阵多特蒙德的比赛中于上场后第43秒即被红牌罚下，创造了德甲历史上最快被罚下的球员纪录。